# NEMOPHILA
NEMOPHILA（ネモフィラ）は、2019年に結成された日本のガールズヘヴィメタルバンドである。

## 概要
2024年現在のメンバーはボーカルのmayu、ギターの葉月、ベースのハラグチサン、ドラムのむらたたむで構成されている。2020年から2021年のコロナ禍にかけて3枚のシングルを自主制作しながら、YouTubeに動画をアップロードすることで、ネット上で国内外のファンを獲得するに至った。
公式のキャッチコピーとしてヘヴィメタルのみならずラウドロックやグランジなどの要素を取り入れつつYouTubeやInstagramのライブ配信で見せる”ゆるふわ”なトークを展開するギャップから『地獄のゆるふわバンド』と呼ばれているが、発案者はドラマーのむらたたむである。

## メンバー
第1期はSAKIと葉月による7弦ギターを使ったツインリード体制で活動していたが、4人編成となった第2期以降は曲によってmayuが6弦ギターでリズムギターを兼任する事がある。
- mayu - ボーカル／リズムギター（2019年 - 現在）

1997年11月10日生まれ。
元LIPSTICKで当時のステージネームはSindy。
- 葉月 - ギター（2019年 - 現在）

1995年8月16日生まれ。島根県津和野町出身。
元Disqualiaのギタリストとして活動。後にLi-sa-X BANDのメンバーとしてNEMOPHILAと掛け持ちしており、2023年からはLi-sa-Xと再び『KOIAI』のギタリストとしても活動している。
- ハラグチサン - ベース（2019年 - 現在）

1997年4月19日生まれ。
NEMOPHILA結成以前の活動に女子プロレスラーのキラ☆アン率いるHöLDERLINSにグッチ名義で2017年から1年間在籍していた。
- むらたたむ - ドラム（2019年 - 現在）

1992年9月25日生まれ。
元SORAMIMI。単独でYouTuberとしても活動している。

### 元メンバー
- SAKI - ギター（2019年 - 2024年）

1990年10月4日生まれ。
第1期の実質的なリーダーで英会話も堪能であることから海外メディアでのインタビュー、海外ツアーではMCを担当していた。
2024年3月31日、方向性の違いによりバンドを脱退した事を公式サイト及びSNSで公表した。

## 来歴

### 結成
結成のキッカケは2019年春頃に、元A-JARIのギタリストで音楽プロデューサーの藤尾領がLIPSTICKのヴォーカルとして活動していたSindyことmayuと出会った事から始まる。
出会ってから数か月後にmayuがバンドを脱退した話を人づてに聞いた藤尾は「寺田恵子の生まれ変わり」と評するほどの歌唱力を持つmayuの歌声を活かせるためのバンドのメンバーを探し始める。藤尾がmayuにMary's BloodのギタリストSAKIを紹介し、当初はプロデューサー的な役割で関わる予定だったが、最終的に自身が加入した方が仕事が早いと感じた上で加入を決意する。mayuの音楽専門学校時代の同期生という繋がりから元HöLDERLINSのベーシストのハラグチサン、SAKIの紹介で元Disqualiaのギタリストの葉月、雑誌やウェブサイトの投稿で元SORAMIMIでYouTuberとしても注目を集めていたむらたたむが集まり、2019年8月22日に「mayuセッション」と題したセッションライブがWildSideTOKYOで行われた。「mayuセッション」で手応えを感じた5人は、このままバンドとして結成し、バンド名を花の名前から引用したいという事でNEMOPHILAとなった。

### 第1期NEMOPHILA
9月14日、15日にZepp DiverCityで開催された「Metal Weekend 2019」にて、LOUDNESSとハンマーフォールの前座を務め、初ライブを行い、これがNEMOPHILAとしてのデビューライブとなった。これとほぼ同じ時期に方向性の違いから藤尾が離れる事となり、代わりにSAKIを通じて音楽プロデューサーの岡ナオキと作曲家の秋山健介の2人が外部ライター及びアレンジャーとして関わるようになる。2020年2月29日に1stシングル『OIRAN』をリリースし、同日に渋谷REXで初のワンマンライブを開催、ソールドアウトを記録。しかし、2020年3月に入る頃には世界中で新型コロナウイルスによる感染、拡大により活動を縮小され、バンドはしばらくの間YouTubeでのカヴァー曲を含めた活動と無観客ライブによる生配信が中心となる。同年の夏頃にはむらたが産休中に入った事もありサポートに所属事務所の先輩であるSHOW-YAの角田美喜が、YouTubeチャンネルでプリンセス プリンセスの楽曲をカヴァーした際には富田京子がそれぞれサポートしている。2020年8月22日、むらたが5月の出産からライブ活動を再開したのと同じ日に、2ndシングル『雷霆 -RAITEI-』がリリースされた。11月14日には『NAONのYAON スピンオフ 〈NEMOPHILA × Gacharic Spin〉with寺田恵子 ONLINE LIVE』として寺田とNEMOPHILA、Gacharic Spinのライブストリーミングを行った。
続いて3枚目のシングル『DISSENSION』が2021年2月28日に発売された。 4月29日、無観客ライブという形で「NAONのYAON」に出演し、ライブ配信が行われた。2021年6月22日、Esprit D'AirのKaiは、日本のお気に入りのロックおよびメタルバンドのトップ10の1つとしてNEMOPHILAを選んでいる。6月25日にイギリスのレーベルJPU Recordsから、国際的なコンピレーション『Oiran: Extended Edition』をリリースした。その時点までのバンドの全ディスコグラフィーと、『DISSENSION』の新しい英語バージョンをコンパイルしたもので、これは最も先行したものであった。レーベルの歴史に残るオーダーアルバム。また、これまで日本のウェブサイトから直接販売されていたものはすべて、バンドの音楽がレコード店で入手できるようになったのはこれが初めてとなった。2021年12月15日に1stスタジオアルバム『REVIVE』をリリース。メンバー5人全員による初の有観客ワンマンコンサートは2022年1月9日にLINE CUBE SHIBUYAで行われ、チケットは直後に完売した。当日のライブパフォーマンスを収録したビデオアルバム『NEMOPHILA LIVE 2022 Revive ～It's Sooooo Nice to Final Meet You!!!!!!～』が2022年5月11日に発売された。
2022年6月には『NEMOPHILA Zepp Tour 2022～虎穴に入らずんば虎子を得ず～』と題しZeppの各会場で開催され初の全国ツアーにてMUCC（福岡）、PassCode（名古屋）、 LOUDNESS （大阪）、氣志團（札幌）、ROTTENGRAFFTY（東京）との対バンツアーが行われる。同月21日には1stアルバム『REVIVE』を11曲中6曲を英歌詞で再録音し全曲リマスタリングした『Revive US Version』、翌日には配信シングル曲として「徒花」がそれぞれリリースされた。7月1日（日本時間7月2日）にはロサンゼルスの老舗クラブ「Whisky a Go Go」で初の海外公演を行う。ロサンゼルス公演後にmayuが結婚と妊娠を発表。10月7日にカリフォルニア州サクラメントで行われたAftershock Festivalにも出演、この時点ではmayuは妊娠中であったが妊婦であることを感じさせないパフォーマンスで注目を集めた。12月14日には2ndアルバム『Seize the Fate』がリリース、翌2023年の1月8日から2月10日までに日本、3月よりUSツアーを実施したが後にメキシコ公演のみ諸事情により中止となっている。
5月31日から6月15日には再び対バン形式のZeppツアー『NEMOPHILA Zepp Tour 2023 ～二兎を追うものは二兎を得る～』を開催した。ROTTENGRAFFTY（福岡）、花冷え。（名古屋）、Survive Said The Prophet（大阪）、デーモン閣下（神奈川）らとそれぞれ対バンを行ったが閣下のバックバンドはNEMOPHILAの5人が務めている。7月17日には規模を拡大して東京ガーデンシアター、31日には神戸国際会館 こくさいホールにて結成4周年を記念して2つのコンサートを開催。11月にはメタリカ、システム・オブ・ア・ダウン、スリップノット、リンプ・ビズキットらのカヴァー曲を収録したEP『The Initial Impulse』と映像作品『NEMOPHILA 4th Anniversary -Rizing NEMO-』をリリース。12月には先行シングルとしてバラード曲『ODYSSEY』が配信リリースされ、アニメ映画『映画おしりたんてい さらば愛しき相棒（おしり）よ』のキャンペーンソングとして抜擢される。翌2024年1月17日に3rdアルバム『Evolve』をリリース、2月17日にはバンドの目標であった日本武道館公演を実施。
武道館公演後の翌月の31日にSAKIが「方向性の違い」によりバンドを脱退する事が公式に発表、同時に所属事務所との契約も解除している。バンド側が今後は4人編成で活動を継続する事を発表し、ここに第1期NEMOPHILAは幕を閉じた。

### 第2期NEMOPHILA
4人編成としての活動を再開したバンドは、2024年5月28日にワンマンライブ『ワイサイ爆誕!! 15周年おめ & ただいま ～またここから始める第2章～』をWildSideTokyoにて開催。また6月6日から20日までにかけて恒例となった対バンツアー『NEMOPHILA対バンTOUR2024～震えタツ心！野獣覚醒（ビーストモード）』の開催を発表。Dizzy Sunfist（大阪）、NOISEMAKER（名古屋）、LOUDNESS（東京）、HERO COMPLEX、SLANG（19、20日共に札幌）らとツアーを行った。8月12日にはお台場R地区にてハードロックフェス『＜CRASH CRISIS＞』に出演する事が発表された。7月から12月にかけて第2期として初の先行シングル曲「G.O.D.」「PROGRESS」「BRAINWASH」を配信、プロデューサーも堀向彦輝が手掛ける事となった。

## 作品

### スタジオ・アルバム
| #   | 発売日                                         | タイトル              | 規格品番            | 規格品番  | 最高位   | 最高位     | 備考 |
| #   | 発売日                                         | タイトル              | 初回盤              | 通常盤    | オリコン | Hot Albums | 備考 |
| --- | ---------------------------------------------- | --------------------- | ------------------- | --------- | -------- | ---------- | --- |
| 1st | 2021年12月15日                                 | REVIVE                | DDCZ-9073           | DDCZ-2285 | 8位      | 7位        | |
|     | 2022年6月21日（配信） 2022年10月26日（CD, LP） | REVIVE (U.S. Version) |                     |           |          |            | 1stアルバム収録曲の内、「REVIVE」「OIRAN」「雷霆-RAITEI-」「Change the world」「DISSENSION」「HYPNOSIS」の6曲を英語詞で再レコーディングし、さらに全曲にリマスタリングを施した作品。当初は配信限定でリリースされたが、後にバンド公式通販ショップ限定でCDとLPを発売。 |
| 2nd | 2022年12月14日                                 | Seize the Fate        | DDCZ-9074           | DDCZ-2289 | 12位     | 11位       | |
| 3rd | 2024年1月17日                                  | EVOLVE                | DDCZ-9076 DDCZ-9077 | DDCZ-2303 | 8位      | TBA        | |
| 4th | 2025年1月22日                                  | Apple of my eye       |                     |           |          |            | |

### コンピレーション・アルバム
| #   | 発売日        | タイトル                 | 規格品番 | 備考 |
| --- | ------------- | ------------------------ | -------- | ---- |
| 1st | 2021年6月25日 | OIRAN - EXTENDED EDITION | JPU074   |      |

### カバー・EP
| #   | 発売日        | タイトル            | 規格品番    | 備考  |
| --- | ------------- | ------------------- | ----------- | ----- |
| 1st | 2023年11月8日 | The Initial Impulse | DDCZ-2300/1 | 2枚組 |

### シングル
| #   | 発売日        | タイトル      | 規格品番  | 収録アルバム                       | 備考 |
| --- | ------------- | ------------- | --------- | ---------------------------------- | ---- |
| 1st | 2020年2月29日 | OIRAN         | MWBR-0019 | OIRAN - EXTENDED EDITION及びREVIVE |      |
| 2nd | 2020年8月22日 | 雷霆 -RAITEI- | MWBR-0020 | OIRAN - EXTENDED EDITION及びREVIVE |      |
| 3rd | 2021年2月28日 | DISSENSION    | MWBR-0021 | OIRAN - EXTENDED EDITION及びREVIVE |      |

### 配信シングル
| #    | 発売日         | タイトル          | 収録アルバム        | 備考 |
| ---- | -------------- | ----------------- | ------------------- | ---- |
| 1st  | 2021年10月13日 | REVIVE            | REVIVE              |      |
| 2nd  | 2021年11月17日 | HYPNOSIS          | REVIVE              |      |
| 3rd  | 2022年5月11日  | A Ray Of Light    | Seize the Fate      |      |
| 4th  | 2022年6月22日  | 徒花 -ADABANA-    | Seize the Fate      |      |
| 6th  | 2022年7月20日  | STYLE             | Seize the Fate      |      |
| 7th  | 2022年10月7日  | Seize the Fate    | Seize the Fate      |      |
| 8th  | 2023年3月10日  | RISE              | EVOLVE              |      |
| 9th  | 2023年5月24日  | Night Flight      | EVOLVE              |      |
| 10th | 2023年10月20日 | Master Of Puppets | The Initial Impulse |      |
| 11th | 2023年10月27日 | Sugar             | The Initial Impulse |      |
| 12th | 2023年11月3日  | (Sic)             | The Initial Impulse |      |
| 13th | 2023年11月29日 | Enigma            | EVOLVE              |      |
| 14th | 2023年12月22日 | ODYSSEY           | EVOLVE              |      |

### 映像作品
| #   | 発売日        | タイトル                                                                | 規格品番  | 最高位 | 最高位 | 備考 |
| #   | 発売日        | タイトル                                                                | 規格品番  | BD     |        | 備考 |
| --- | ------------- | ----------------------------------------------------------------------- | --------- | ------ | ------ | ---- |
| 1st | 2022年5月11日 | NEMOPHILA LIVE 2022 -REVIVE ～It's sooooo nice to finally meet you!!!!! | DDXZ-1001 | 10位   |        |      |

## ミュージックビデオ
| 楽曲                 | 公開年 | 監督         |
| -------------------- | ------ | ------------ |
| 雷霆 -RAITEI-        | 2020年 | 松崎央       |
| DISSENSION           | 2021年 | 松崎央       |
| REVIVE               | 2021年 | 松崎央       |
| HYPNOSIS             | 2021年 | 松崎央       |
| 鬼灯                 | 2021年 | 不明         |
| A Ray Of Light       | 2022年 | 不明         |
| 徒花 -ADABANA-       | 2022年 | 不明         |
| STYLE                | 2022年 | 不明         |
| DISSENSION U.S. Ver. | 2022年 | Chris Klumpp |
| Seize the Fate       | 2022年 | 不明         |

## 主なライブ

### ワンマンライブ・主催イベント
| 開催日                      | タイトル                                                         | 備考             |
| --------------------------- | ---------------------------------------------------------------- | ---------------- |
| 2020年9月5日〜2021年6月27日 | NAZARE ONEMAN LIVE TOUR 2020 "NEMOPHILA"                         |                  |
| 2021年6月19日               | NEMOPHILA Streaming Live Soko to Koko                            | オンライン       |
| 2021年10月17日              | NEMOPHILA 2nd Anniversary Live 離れていてもミライは1つ!          | オンライン       |
| 2022年1月9日                | REVIVE ～It's sooooo nice to finally meet you!!!!!～             |                  |
| 2022年6月3日〜6月24日       | NEMOPHILA Zepp Tour 2022～虎穴に入らずんば虎子を得ず～           |                  |
| 2022年12月5日               | NEMOPHILA Instrumental Night                                     | 下北沢Shangri-La |
| 2023年1月8日〜2月10日       | NEMOPHILA TOUR 2023「Seize the Fate」                            |                  |
| 2023年5月31日〜6月15日      | NEMOPHILA Zepp Tour 2023 ～二兎を追うものは二兎を得る～          |                  |
| 2023年7月17日・7月30日      | NEMOPHILA 4th Anniversary -Rizing NEMO-                          |                  |
| 2024年2月17日               | NEMOPHILA 5th Anniversary ～地獄のゆるふわLIVE at 日本武道館～   | [ 56 ]           |
| 2024年5月28日               | ワイサイ爆誕!! 15周年おめ & ただいま ～またここから始める第2章～ | WildSideTokyo    |

## 連載
- NEMOPHILA mayuの種まき日記 （2022年1月[57] - 2023年1月[58]、激ロック）- mayuのみ
- はづきんのはひふへほ （2024年3月8日 - YOUNG GUITAR公式サイト）[59]。 - 葉月のみ